# Macrostylis vinogradovae
Macrostylis vinogradovae là một loài chân đều trong họ Macrostylidae. Loài này được Mezhov miêu tả khoa học năm 1992.